# Original Sin (lied van INXS)
Original sin (Nederlands: Erfzonde) is een nummer van de Australische groep INXS. Het is afkomstig van hun vierde studioalbum album The swing uit april 1984. Het nummer werd in december 1983 eerst in Australië en Nieuw-Zeeland op vinylsingle uitgebracht. In januari 1984 volgden Europa, de VS, Canada en Japan.

## Achtergrond
De plaat gaat over racisme, het verbod op een gemengde liefde. Van welke rassen sprake is, maakte voor dit nummer niet uit. In het zuiden van de Verenigde Staten dachten ze over een liefde tussen blank en Afro-Amerikanen, in Australië over blank en Aboriginals. In Australië was een dergelijke verbintenis (nog) verboden, in het zuiden van de Verenigde Staten werd ze niet op prijs gesteld. Het leverde de plaat in diverse streken en zeker in Australië een ban op. Overigens waren sommigen van mening dat INXS het racisme aanmoedigde in plaats van aanviel.
Nile Rodgers van Chic trad op als muziekproducent van dit nummer. De B-kant en het album werden door derden geproduceerd. Wrang detail daarbij is dat Nile Rodgers juist in die tijd geïntimideerd werd vanwege zijn ras. Op Original sin is zanger Daryl Hall te horen; Hall & Oates hadden net daarvoor een album met Rodgers opgenomen.
In Nederland werd de plaat op maandag 23 januari 1984 door dj Frits Spits en producer-invaller Tom Blomberg in het populaire radioprogramma De Avondspits verkozen tot de 281e NOS Steunplaat van de week op Hilversum 3 en werd een radiohit in de destijds drie landelijke hitlijsten op de nationale publieke popzender. De plaat bereikte de 29e positie in de Nederlandse Top 40, de 31e positie in de Nationale Hitparade en piekte op de 28e positie in de TROS Top 50. In de Europese hitlijst op Hilversum 3, de TROS Europarade, werd de 26e positie bereikt.
In België bereikte de plaat eveneens in het voorjaar van 1984 de 20e positie in de Vlaamse Radio 2 Top 30 en de 29e positie in de voorloper van de Vlaamse Ultratop 50. In Wallonië werd géén notering behaald.
INXS coverde het nummer zelf nog twee keer. Eenmaal onder de titel Dream on black girl met Kasha en eenmaal met Rob Thomas.
In de sinds december 1999 jaarlijks uitgezonden NPO Radio 2 Top 2000 van de Nederlandse publieke radiozender NPO Radio 2 stond de plaat tot nu toe uitsluitend van 2014 t/m 2022 in de lijst genoteerd, met als hoogste notering een 1655e positie in 2017.

## Hitnoteringen
De ban had (zoals gebruikelijk) niet het beoogde effect. In de Verenigde Staten haalde het de 58e plaats in de Billboard Hot 100. In thuisland Australië haalde de plaat de nummer 1-positie.

### Nederlandse Top 40
| Hitnotering: 10-03-1984 t/m 31-03-1984 | Hitnotering: 10-03-1984 t/m 31-03-1984 | Hitnotering: 10-03-1984 t/m 31-03-1984 | Hitnotering: 10-03-1984 t/m 31-03-1984 | Hitnotering: 10-03-1984 t/m 31-03-1984 | Hitnotering: 10-03-1984 t/m 31-03-1984 |
| Week:                                  | 1                                      | 2                                      | 3                                      | 4                                      |                                        |
| -------------------------------------- | -------------------------------------- | -------------------------------------- | -------------------------------------- | -------------------------------------- | -------------------------------------- |
| Positie:                               | 34                                     | 31                                     | 29                                     | 39                                     | uit                                    |

### Nationale Hitparade
| Hitnotering: 03-03-1984 t/m 07-04-1984 | Hitnotering: 03-03-1984 t/m 07-04-1984 | Hitnotering: 03-03-1984 t/m 07-04-1984 | Hitnotering: 03-03-1984 t/m 07-04-1984 | Hitnotering: 03-03-1984 t/m 07-04-1984 | Hitnotering: 03-03-1984 t/m 07-04-1984 | Hitnotering: 03-03-1984 t/m 07-04-1984 |
| Week:                                  | 1                                      | 2                                      | 3                                      | 4                                      | 5                                      |                                        |
| -------------------------------------- | -------------------------------------- | -------------------------------------- | -------------------------------------- | -------------------------------------- | -------------------------------------- | -------------------------------------- |
| Positie:                               | 31                                     | 43                                     | 39                                     | 34                                     | 38                                     | uit                                    |

### TROS Top 50
Hitnotering: 01-03-1984 t/m 29-03-1984. Hoogste notering: #28 (1 week).

### TROS Europarade
Hitnotering: 01-07-1984 t/m 22-07-1984. Hoogste notering: #28 (1 week).

### Vlaamse Radio 2 Top 30
| Hitnotering week 1 t/m 2: 03-03-1984 t/m 10-03-1984 Hitnotering week 3: 20-04-1984 | Hitnotering week 1 t/m 2: 03-03-1984 t/m 10-03-1984 Hitnotering week 3: 20-04-1984 | Hitnotering week 1 t/m 2: 03-03-1984 t/m 10-03-1984 Hitnotering week 3: 20-04-1984 | Hitnotering week 1 t/m 2: 03-03-1984 t/m 10-03-1984 Hitnotering week 3: 20-04-1984 | Hitnotering week 1 t/m 2: 03-03-1984 t/m 10-03-1984 Hitnotering week 3: 20-04-1984 | Hitnotering week 1 t/m 2: 03-03-1984 t/m 10-03-1984 Hitnotering week 3: 20-04-1984 |
| Week:                                                                              | 1                                                                                  | 2                                                                                  |                                                                                    | 3                                                                                  |                                                                                    |
| ---------------------------------------------------------------------------------- | ---------------------------------------------------------------------------------- | ---------------------------------------------------------------------------------- | ---------------------------------------------------------------------------------- | ---------------------------------------------------------------------------------- | ---------------------------------------------------------------------------------- |
| Positie:                                                                           | 20                                                                                 | 28                                                                                 | uit                                                                                | 20                                                                                 | uit                                                                                |

### Vlaamse Ultratop 50
| Hitnotering: 25-02-1984 t/m 30-03-1984 | Hitnotering: 25-02-1984 t/m 30-03-1984 | Hitnotering: 25-02-1984 t/m 30-03-1984 | Hitnotering: 25-02-1984 t/m 30-03-1984 | Hitnotering: 25-02-1984 t/m 30-03-1984 | Hitnotering: 25-02-1984 t/m 30-03-1984 | Hitnotering: 25-02-1984 t/m 30-03-1984 |
| Week:                                  | 1                                      | 2                                      | 3                                      | 4                                      | 5                                      |                                        |
| -------------------------------------- | -------------------------------------- | -------------------------------------- | -------------------------------------- | -------------------------------------- | -------------------------------------- | -------------------------------------- |
| Positie:                               | 37                                     | 29                                     | 29                                     | 33                                     | 35                                     | uit                                    |

### NPO Radio 2 Top 2000
| Nummer met noteringen in de NPO Radio 2 Top 2000 | '14  | '15  | '16  | '17  | '18  | '19  | '20  | '21  | '22  |
| ------------------------------------------------ | ---- | ---- | ---- | ---- | ---- | ---- | ---- | ---- | ---- |
| Original Sin                                     | 1796 | 1866 | 1955 | 1655 | 1868 | 1904 | 1859 | 1792 | 1916 |

1. ↑  Een vetgedrukt getal geeft de hoogste notering aan.
2. ↑  2014 was het eerste jaar met een notering voor dit nummer.
3. ↑  Deze tabel is bijgewerkt tot en met de laatste editie (2024).